# Ночные ястребы
«Ночные ястребы» (англ. Nighthawks) — кинофильм Брюса Малмута и Гэри Нельсона.

## Сюжет
Двое полицейских Нью-Йоркского департамента полиции Ричард да Сильва (переодетый в женщину) и Мэттью Фокс устраивают засаду «на живца» и разоружают уличную банду грабителей.
В это же время (в дни Рождества и Нового года) террорист Вульфгар закладывает бомбу в один из лондонских магазинов. При взрыве погибают женщины и дети. Его нанимателям это не нравится — по их мнению, жертвы среди женщин и детей, дискредитируют их движение и их идеи. Курьер Фрэнк, посланный к Вульфгару, приводит за собой группу полицейских, но террорист сначала разоблачает нервничающего курьера, а потом хладнокровно расстреливает прибывших детективов и самого Фрэнка. Однако Вульфгар допустил ошибку — у курьера был паспорт, который он должен был передать Вульфгару. Таким образом, Интерпол получает фотографию террориста, заказчики считают что Вульфгар обречён. Вульфгар укрывается в Париже, где делает пластическую операцию в подпольной клинике. После чего (убив врача, который проводил операцию) приезжает в США, чтобы успешными терактами восстановить свою подмоченную репутацию перед международным террористическим сообществом.
Да Сильву и Фокса к их величайшему недовольству переводят в антитеррористический отряд. Начальство неумолимо: в отряде нужны люди с боевым опытом и знанием местных «крысиных нор». Приехавший специалист из Англии Хартманн читает лекции, среди прочего рассказывает о Вульфгаре и его приспешниках. Он разгадывает план Вульфгара, получив сведения об убитом в Париже хирурге. Вскоре Вульфгар взрывает безлюдное здание и готовит атаку на делегатов ООН. Полиция расследует убийство стюардессы, у которой проживал террорист, в её квартире находят карту с обозначением места взрыва и ночных клубов города. Да Сильва и Хартманн догадываются, что Вульфгар ходит по клубам, где цепляет одиноких женщин, находя у них убежище. Детективы обходят клубы, которые посещала убитая девушка, и один из охранников вспоминает, что видел её с молодым человеком. Да Сильва замечает Вульфгара и пытается сопоставить его лицо с фотопортретом. Вульфгар уходит, но да Сильва окликает его. Происходит погоня в ночном клубе, потом в метро. Прикрываясь женщиной, Вульфгар скрывается, при этом успев ранить Фокса.
Сообщница Вульфгара, Шакка Капур, догадывается о роли Хартманна и убивает его на дипломатическом приёме. Затем Вульфгар и Шакка захватывают вагончик канатной дороги, где среди пассажиров находится несколько делегатов ООН, включая женщину с грудным ребёнком. Ситуация почти безнадёжная. Вульфгар, дабы показать себя с хорошей стороны, отдаёт ребёнка да Сильве, но при этом публично унижает его, заставляя громко произнести фразу: «Мы поставили этот город на колени, полиция бессильна». Вульфгар выдвигает требования — подогнать автобус, и чтобы водителем, который повезёт его, Шакку и заложников, был именно да Сильва. После чего отпускает да Сильву с ребёнком.
Наступает вечер. Да Сильва подгоняет к вагончику автобус. Террористы выводят связанных заложников, прикрываясь ими. В решающий момент да Сильва включает запись лекции Хартманна. Услышав ненавистный голос, поливающий её грязью, Шакка выходит из-за живого щита, и Фокс скашивает её метким выстрелом в голову. Снайперы отсекают Вульфгара от заложников, но ему удаётся скрыться.
Полиция накрывает убежище Вульфгара в подвале магазина и арестовывает его сообщника. Да Сильва находит свой адрес в одной из бумаг Вульфгара и, ужаснувшись, спешит домой. Вульфгар дожидается, когда жена да Сильвы зайдёт домой, открывает отмычкой дверь, но его встречает переодетый в женщину Сильва. Он скашивает картечью набросившегося на него террориста.  

## В ролях
- Сильвестр Сталлоне — детектив-сержант Дик да Сильва.
- Билли Ди Уильямс — Мэттью Фокс, напарник Дика да Сильвы.
- Рутгер Хауэр — террорист Вульфгар.
- Персис Хамбатта — Шакка Холланд (Капур), сообщница Вульфгара.
- Линдси Вагнер — Ирена.
- Найджел Дэвенпорт — Питер Хартманн.
- Джой Спинелл — лейтенант полиции Мунафи.
- Джимм Бивер — пассажир в метро.
- Фредерик Тревес  — инспектор полиции
- Стив Даскевиш  — агент

## Саундтрек
- «Getaway» — Rossington Collins Band
- «Opportunity» — Rossington Collins Band
- «Nighthawking» — Кит Эмерсон
- «Road Fever» — Foghat
- «Slow Ride» — Foghat
- «Last Call» — The Crusaders
- «Love to Ride» — Кит Сайкс
- «Brown Sugar» — The Rolling Stones
- «I’m a Man» — Кит Эмерсон
- «Saoco» — Libre